# Priorità di tempo
La priorità di tempo è la funzione presente in alcune fotocamere che consente l'impostazione automatica del valore di apertura del diaframma calcolata dall'esposimetro integrato, in relazione al tempo di esposizione impostato dall'utente.

## Utilizzo
Può risultare utile nelle riprese in cui è preferibile avere un maggior controllo sulla velocità di apertura dell'otturatore piuttosto che sulla profondità di campo.
Un lungo tempo di esposizione permette di effettuare riprese con poca luce o di notte, 
utilizzare la tecnica del panning e più in generale è adatto a rendere l'idea del movimento.
Una buona "regola" consiglia di utilizzare un solido treppiede o il flash qualora il reciproco del tempo espresso in secondi d'otturazione sia inferiore alla lunghezza focale (equivalente nel formato 35 mm) espressa in millimetri dell'obbiettivo utilizzato.
Esempio: con un obbiettivo di 50 mm è opportuno non scendere sotto 1/60 di secondo
Un tempo breve, invece, si utilizzerà quando è necessario "congelare" l'azione, come nella fotografia sportiva o di oggetti in rapido movimento che si vogliono rendere nitidi, e quando si utilizzano teleobiettivi.
Un ulteriore utilizzo si ha nella macrofotografia, in cui un tempo breve, abbinato all'utilizzo del lampeggiatore elettronico, permette di compensare gli effetti negativi sulla nitidezza del forte rapporto di ingrandimento.
La funzione inversa è detta priorità di diaframma; alcune fotocamere permettono la ripresa in entrambe le modalità.